# Worcestershire
Worcestershire [ˈwʊstəʃə]  ist eine Grafschaft (County) in der Region West Midlands in England.
Worcestershire grenzt an die Countys Herefordshire, Shropshire, Staffordshire, West Midlands, Warwickshire und Gloucestershire.
Im Westen grenzt das County an die Malvern Hills. Dort liegt der frühere Badeort Malvern, in dem die Sportwagen der Marke Morgan hergestellt werden. Der westliche Teil der Hills gehören zur Grafschaft Herefordshire.
Der südliche Teil der Grafschaft wird vom County Gloucestershire begrenzt und dem Nordrand der Cotswolds. Im Osten schließlich liegt Warwickshire. Die größten Flüsse des Countys sind der Severn und der Avon.
Obwohl sich neben der Stadt Worcester noch einige andere größere Städte im County, wie Kidderminster und Bromsgrove befinden, ist die Landschaft noch weitgehend agrarisch geprägt. Neben dem Obstanbau wird hier Hopfen gezogen, dessen Anbau jedoch seit dem Zweiten Weltkrieg zurückgegangen ist.
Das Wappen der Stadt Worcester zeigt drei schwarze birnenförmige Früchte, bei denen es sich um eine selten gewordene Birnensorte der Region handelt: der Worcester Black Pear.
Bekannt ist die Gegend auch für ihre Porzellanherstellung und die Worcestershiresauce.

## Geschichte
Das Gebiet des heutigen Worcestershire ist seit der Altsteinzeit besiedelt. Aus der Eisenzeit überdauern mehrere Hillforts. Bei der römischen Eroberung Britanniens ab 43 n. Chr. wurde das Gebiet relativ schnell erobert, wahrscheinlich um das Jahr 48. Die Eroberung durch die Angelsachsen erfolgte vermutlich um die Wende vom 6. zum 7. Jahrhundert. In der Zeit der Heptarchie gehörte das Gebiet Worcestershires zum Königreich Hwicce, später zu Mercia. Um 679 wurde die bedeutende Diözese Worcester (seinerzeit Episcopus Hwicciorum) gegründet, die auch nach der normannischen Eroberung Englands eine führende Rolle spielte. Im weiteren Mittelalter wurde die Schafzucht zu einem der wichtigsten Wirtschaftszweige.
Worcestershire wurde bekannt durch die Schlacht von Evesham, in der Simon V. de Montfort am 4. August 1265 starb, und später im Englischen Bürgerkrieg durch die Schlacht von Worcester (1651). Seit der Römerzeit wurde Salz in der nördlich gelegenen Stadt Droitwich Spa gewonnen, durch die eine der römischen Hauptstraßen führte. In der Grafschaft wird die älteste weltweit kontinuierlich herausgegebene Zeitung, das Berrow’s Journal (seit 1690) herausgegeben.
Worcestershire war von 1974 bis 1998 mit Herefordshire zur Grafschaft Hereford and Worcester verbunden. Die Gebietsflächen der Grafschaft von 1998 entsprechen jedoch nicht mehr jenen aus der Zeit vor 1974.

## Städte und Ortschaften
- Abberley, Ashton under Hill
- Barnt Green, Beckford, Bewdley, Birlingham, Bredon, Bredon's Norton, Bretforton, Broadway, Bromsgrove
- Cleeve Prior, Conderton
- Droitwich Spa
- Eckington, Elmley Castle, Evesham
- Fladbury
- Great Comberton, Great Malvern
- Hanley Castle, Hartlebury, Harvington, Himbleton Hollywood
- Kemerton, Kidderminster, Kington
- Lindridge, Little Comberton, Little Malvern
- Malvern Link, Malvern Wells
- Naunton Beauchamp
- Overbury
- Pebworth, Pershore
- Redditch, Ripple
- Severn Stoke, Stourport-on-Severn
- Tenbury Wells, Tibberton
- Upper Arley, Upper Strensham, Upton Snodsbury, Upton-upon-Severn
- Wadborough, West Malvern, Wildmoor, Worcester, Wychbold

## Politik

### Worcestershire County Council
- Greens: 3
- Labour: 3
- LibDem: 4
- Cons.: 45
- Unabh.: 2

## Sehenswürdigkeiten
- Bordesley Abbey
- Broadway Tower
- Croome Court
- Elmley Castle
- Hanbury Hall and Gardens
- Hanley Castle
- Hartlebury Castle
- Harvington Hall
- Little Malvern Court and Gardens
- Madresfield Court
- Malvern Hills
- Severn
- Severn Valley Railway
- Staffordshire-Worcestershire-Kanal
- Witley Court
- Worcester Cathedral
- Worcestershire Beacon